# Sangrado digestivo alto
El sangrado digestivo alto es una hemorragia gastrointestinal que afecta al tracto gastrointestinal superior por encima del ligamento de Treitz. (Involucra el esófago, estómago y duodeno). Sin embargo actualmente se define como el sangrado por arriba del ampolla de Váter. 
La sangre puede observarse en el vómito o en forma alterada como heces negras. Dependiendo de la cantidad de pérdida de sangre, los síntomas pueden incluir el shock.
Las hemorragias gastrointestinales superiores pueden ser causadas por úlceras pépticas, erosiones gástricas, várices esofágicas y causas más raras como el cáncer gástrico. La evaluación inicial incluye la medida de la presión arterial y la frecuencia cardíaca, así como análisis de sangre para determinar la hemoglobina. 
La hemorragia gastrointestinal superior significativa se considera una emergencia médica. Es posible que se requiera un reemplazo de fluidos, así como una transfusión de sangre. Se recomienda una endoscopia dentro de las 24 horas y la hemorragia puede detenerse mediante varias técnicas. A menudo se utilizan inhibidores de la bomba de protones. El ácido tranexámico también puede ser útil. Pueden utilizarse procedimientos como los TIPS para la hemorragia de las várices. Las hemorragias recurrentes o refractarias pueden hacer necesaria la cirugía, aunque esto se ha vuelto poco común como resultado de la mejora del tratamiento médico y endoscópico.
La hemorragia gastrointestinal alta afecta a alrededor de 50 a 150 personas por cada 100.000 al año. Representa más del 50% de los casos de hemorragia gastrointestinal. Dependiendo de su gravedad, conlleva un riesgo de mortalidad estimado del 11%.

## Causas
1. Úlcera péptica: El término úlcera se define como la pérdida de integridad de la mucosa del estómago o del duodeno que produce un defecto local o excavación a causa de inflamación activa. Principalmente se encuentran las úlceras duodenales y úlceras gástricas. Ambas se pueden originar por la presencia de una bacteria, conocida como Helicobacter pylori, o por el uso crónico de antiinflamatorios no esteroideos, provocando la lesión en la mucosa.[2] Las úlceras pépticas son la causa más frecuente de sangrado digestivo alto.[1]
2. Varices esofágicas: Se forman preferentemente en la submucosa del esófago inferior como consecuencia de la hipertensión portal (una complicación progresiva)
3. Desgarro de Mallory Weiss: Se define como desgarros longitudinales del esófago, ubicados en la unión gastroesofágica. Debido a una relajación inadecuada de la musculatura del esfínter esofágico inferior. Se puede producir tras regurgitaciones y vómitos intensos.[3]

Otras causas
- Gastritis hemorrágica
- Esofagitis
- Duodenitis
- Neoplasia
- HT portal.
- Quimioterapia o radiación
- Pólipos
- Fístula aortoentérica, conexión anormal.
- Lesión submucosa (leiomioma)
- Enfermedad de tejido conectivo
- Hemossucus pancraticus
- Sarcoma de Kaposi
- Cuerpos extraños
- Hemobilia (sangrado en el árbol biliar).
- Tubo nasogástrico, biopsia por endoscopía, polipectomía endoscópica, espintectomía endoscópica.
- Lesión de Cameron (Úlceras lineales en hernia hiatal por alteración mecánica de desplazamiento.)
- Lesión de Dieulafoy (Tortuosidad de arteriolas de la pared gástrica que se erosionan, y sangran.)

## Cuadro clínico
El sangrado digestivo alto, se caracteriza principalmente por la presencia de:
- Hematemesis: Es el vómito de sangre roja o conocido como “en posos de café”.[1]
- Melena: se caracteriza por heces de mal olor y de color negruzco, de un aspecto similar al alquitrán. La melena significa que la sangre ha permanecido en el aparato digestivo por un periodo de horas, incluso días.[1]
- Hematoquecia: salida de sangre roja a través del recto. Es frecuente encontrarlo en el sangrado digestivo bajo, sin embargo puede proceder de un sangrado digestivo alto.[3]

También se puede acompañar de inestabilidad hemodinámica, dolor abdominal, letargia, fatiga, sincope.

## Diagnóstico
El diagnóstico de hemorragia gastrointestinal superior se asume cuando se documenta la hematemesis. En ausencia de hematemesis, una fuente superior de hemorragia gastrointestinal es probable en presencia de al menos dos factores entre: heces negras, edad < 50 años, y proporción de nitrógeno ureico en sangre/creatinina de 30 o más. En ausencia de estos hallazgos, se puede considerar realizar un aspirado nasogástrico para determinar la fuente de la hemorragia. Si el aspirado es positivo, la probabilidad de que sea una hemorragia gastrointestinal superior es mayor del 50%, pero no lo suficientemente alta para estar seguros. Si el aspirado es negativo, la fuente de la hemorragia gastrointestinal probablemente sea más baja. La precisión del aspirado se mejora con el uso de la prueba de Gastroccult. 

### Historia clínica
Es importante tener claro si hubo hematemesis o no, perdida de peso, así mismo hacer énfasis en factores de riesgo (antecedentes familiares, tabaco, alcohol enfermedad gástrica, , hepatopatía crónica, uso de anticoagulantes, aspirina, AINES). 

### Examen físico
- Signos vitales
- Examen abdominal
- Tacto rectal (solo si se tiene duda, que el paciente tiene sangrado o no).
- Inspección sobre color y temperatura de piel.
- Signos de anemia.[3]

Se deben realizar:
- Exámenes de Laboratorio y Gabinete:
  - Hemoglobina y hematocrito en 24 horas.
  - Nitrógeno Ureico y Creatinina
  - Plaquetas
  - Pruebas de coagulación
  - Pruebas función hepática.[3]
- Sonda nasogástrico: para determinar si hay presencia de sangrado o no.
- Lavado Gástrico: Debe realizarse antes de la endoscopia.[3]
- Endoscopia alta: es la técnica más indicada en los pacientes con sangrado digestivo alto.[1] El uso de procinéticos, como la eritomicina y metoclopramida, mejoran la visibilidad en la endoscopia. Se debe realizar en las primeras 24 horas.

## Complicaciones
- Trombosis mesentérica
- Shock hipovolémico
- Tromboembolismo pulmonar
- Infarto agudo de miocardio

## Tratamiento
El tratamiento inicial consiste en lograr una estabilidad hemodinámica, para así poder determinar riesgo inmediato de nuevas hemorragias. Utilizando las escalas que fueron mencionadas anteriormente. Los pacientes con sangrado mínimo o que están estratificados como de bajo riesgo pueden ser evaluados en forma ambulatoria.
Así mismo para la restauración de volumen se debe iniciar con líquidos intravenosos cristaloides, con el uso de catéteres de gran calibre intravenosa. El uso de oxígeno suplementario y la transfusión de expansores del plasma con el uso de concentrado de glóbulos rojos se debe considerar si la taquicardia o hipotensión está presente o si el nivel de hemoglobina es inferior a 10 g / dL.
Si el sangrado no ha sido detenido, se debe manejar de forma quirúrgica. Es importante tener un diagnóstico, ya que cada causa de un sangrado digestivo alto se debe manejar de forma individual.